# حركة الصفقة الجديدة
حركة الصفقة الجديدة هي حزب سياسي في ليبيريا. في الانتخابات العامة لعام 2005، فاز المرشح الرئاسي للحزب جورج كلاي كيه وزميله في الانتخابات ألاريك توكبا بنسبة 0.5٪ من الأصوات، بينما حصل الحزب على 3.62٪ من الأصوات، وهي نسبة جيدة لثلاثة مقاعد في مجلس النواب.